# 672
672（六百七十二、ろっぴゃくななじゅうに）は自然数、また整数において、671の次で673の前の数である。

## 性質
- 672は合成数であり、約数は1, 2, 3, 4, 6, 7, 8, 12, 14, 16, 21, 24, 28, 32, 42, 48, 56, 84, 96, 112, 168, 224, 336, 672である。
  - 約数の和は2016。
  - 163番目の過剰数である。1つ前は666、次は678。
    - σ (n) ≧ 3n を満たす n とみたとき11番目の数である。1つ前は660、次は720。(ただしσは約数関数、オンライン整数列大辞典の数列 A023197)
    - 約数の和を平方した数が自身で割り切れる12番目の数である。1つ前は600、次は864。(オンライン整数列大辞典の数列 A263928)
例：σ(672)2 ÷ 672 = 20162 ÷ 672 = 6048 (ただしσは約数関数)
    - n 2 ÷ σ (n) が整数になる7番目の数である。1つ前は496、次は840。(ただしσは約数関数、オンライン整数列大辞典の数列 A090777)
例：6722 ÷ 2016 = 224

  - 約数を24個持つ9番目の数である。1つ前は660、次は756。
  - 約数の積の値がそれ以前の数を上回る34番目の数である。1つ前は660、次は720。(オンライン整数列大辞典の数列 A034287)
  - 約数の和の平均が整数になる20番目の数である。1つ前は636、次は708。
- 約数の和が元の数の3倍になる2番目の3倍完全数である。1つ前は120、次は523776。
- 6番目の倍積完全数である。1つ前は496、次は8128。
  - 2n−1(2n − 1) の形でない倍積完全数としては最小、次は30240。
  - 自身の約数の個数を約数にもつ2番目の倍積完全数である。1つ前は1、次は30240。(オンライン整数列大辞典の数列 A245782)
- 672 = 25 × 3 × 7
  - 3つの異なる素因数の積で p 5 × q × r の形で表せる2番目の数である。1つ前は480、次は1056。(オンライン整数列大辞典の数列 A179667)
- 32番目のズッカーマン数である。1つ前は624、次は735。
672 ÷ (6 × 7 × 2) = 8
- 7番目の調和数である。1つ前は496、次は1638。
  - 完全数でない調和数としては4番目の数である。1つ前は270、次は1638。(オンライン整数列大辞典の数列 A090945)
- 672 = 42 + 162 + 202
  - 3つの平方数の和1通りで表せる115番目の数である。1つ前は652、次は676。(オンライン整数列大辞典の数列 A025321)
  - 異なる3つの平方数の和1通りで表せる143番目の数である。1つ前は656、次は676。(オンライン整数列大辞典の数列 A025339)
- 672 = 23 + 33 + 53 + 83
  - 4つの正の数の立方数の和で表せる179番目の数である。1つ前は667、次は675。(オンライン整数列大辞典の数列 A003327)
  - 異なる正の数の4つの立方数の和1通りで表せる38番目の数である。1つ前は665、次は685。(オンライン整数列大辞典の数列 A025408)
- 672 = 28 × 24
  - 完全数28の倍数である。1つ前は644、次は700。(オンライン整数列大辞典の数列 A135628)
- 672 = 292 − 169
  - n = 29 のときの n2 − 132 の値とみたとき1つ前は615、次は731。(オンライン整数列大辞典の数列 A132768)
- 672 = σ(15 + 25 + 35) (ただし σ は約数関数)
- 672 = 21 × σ(21) (ただし σ は約数関数)
  - n = 21 のときの n × σ(n) の値とみたとき1つ前は840、次は792。(オンライン整数列大辞典の数列 A064987)
- 約数の和が672になる数は8個ある。(276, 308, 429, 446, 455, 501, 581, 611) 約数の和8個で表せる3番目の数である。1つ前は432、次は756。
- 各位の和が15になる47番目の数である。1つ前は663、次は681。

## その他 672 に関連すること
- 西暦672年
- 紀元前672年
- コスモス672号
- 平年の2月は672時間（24時間 × 28日）である。